# Колумбийская шерстистая обезьяна
Колумбийская шерстистая обезьяна (лат. Lagothrix lugens) — примат семейства паукообразных обезьян.

## Классификация
Ранее считался подвидом бурой шерстистой обезьяны (Lagothrix lagotricha). В 2001 году по совокупности морфологических отличий был поднят до ранга вида.

## Описание
Достаточно крупные приматы, обладающие цепким хвостом и длинными конечностями. Хвост длинный, имеет подушечку на нижней стороне ближе к концу, улучшающую сцепление с ветками деревьев. Длина тела самцов в среднем 49,8 см, самок в среднем 49,2. Шерсть длинная, густая. Цвет шерсти серый, спина и конечности темнее, чем брюхо и грудь. Некоторые особи имеют тёмно-коричневую или светло-серую шерсть. Продолжительность жизни в неволе до 30 лет.

## Распространение
Встречаются в низовьях реки Гуайяберо. На север ареал простирается до склонов Восточной Кордильеры. В центральной Колумбии встречаются от реки Магдалена до департамента Толима и в департаменте Сесар. Существует изолированная популяция в департаментах Боливар и Антьокия.

## Поведение
Населяют первичные леса на высоте до 3000 метров над уровнем моря. В рационе фрукты, также молодые листья и побеги, цветы, нектар, кора деревьев. Образуют группы размером от 14 до 33 особей. Каждая группа занимает территорию более 150 га. Размножаются достаточно медленно, самка приносит потомство в среднем раз в три года. В помёте один, редко два, детёныш. Половой зрелости самки достигают в возрасте 5—6 лет.

## Статус популяции
Международный союз охраны природы присвоил этому виду охранный статус «В критической опасности», поскольку, по оценкам 2008 года численность популяции сократится на 80 % за следующие 45 лет. Основные угрозы популяции — охота и разрушение среды обитания. В природоохранных зонах плотность популяции составляет около 50 особей/км².